# دلفین آفریقایی
دلفین آفریقایی (نام علمی: Stenella africana) نام یک گونه از رده دوثیدئومیستس است.